# 1268
Évszázadok: 12. század – 13. század – 14. század
Évtizedek: 1210-es évek – 1220-as évek – 1230-as évek – 1240-es évek – 1250-es évek – 1260-as évek – 1270-es évek – 1280-as évek – 1290-es évek – 1300-as évek – 1310-es évek
Évek: 1263 – 1264 – 1265 – 1266 –  1267 – 1268 – 1269 – 1270 – 1271 – 1272 – 1273

## Események

### Határozott dátumú események
- január 6. – A zajló Duna jege feltorlódik és a jeges ár elönti a Buda és a Pest közötti Nyulak szigetét.[1]
- május 18. – A mameluk szultán csapatai elfoglalják Antiochát, ezzel megszűnik az Antiochiai Fejedelemség.
- május 28. – I. Fülöp követi fivérét II. Pétert a Savoyai Grófság élén (1285-ig uralkodik).

### Határozatlan dátumú események
- az év folyamán – 
  - IV. Béla serege leveri I. István Uroš szerb király seregét.
  - V. István bulgáriai hadjárata.
  - Lorenzo Tiepolo velencei dózse megválasztása (1275-ig uralkodik).
  - A kilíkiai földrengésnek 60 000 ember esik áldozatul.
  - Első írásos említések Gúta városáról.
  - Első írásos említések Szederkény (ma Tiszaújváros) településről.

## Születések
- IV. (Szép) Fülöp francia király († 1314)

## Halálozások
- május 28. – II. Péter savoyai gróf (* 1203)
- október 29. – I. Frigyes bádeni őrgróf (* 1249)
- október 29. – III. Konrád jeruzsálemi király (* 1252)
- november 29. – IV. Kelemen pápa (* 1202)[2]